# Hoheellern-Stadion
Das Hoheellern-Stadion im niedersächsischen Leer ist Heimspielstätte des VfL Germania Leer. Das 5.000 Zuschauer fassende Stadion, in dem die Karriere von Sepp Piontek begann, liegt in der Leeraner Oststadt und bietet 300 überdachte Sitzplätze auf der Haupttribüne. Die Flutlichtanlage erreicht eine Beleuchtungsstärke von 180 Lux.

## Geschichte
Das Stadion wurde am 5. Juni 1932 offiziell eingeweiht. Nachdem im September 2005 die neue Flutlichtanlage in Betrieb genommen worden war, startete im November 2006 der Stadionausbau. Auf der "Nord-Seite" entstand eine überdachte Stehplatztribüne, in die die bereits vorhandenen Stehtraversen integriert wurden. Die Kosten für die Stehplatztribüne beliefen sich auf 50.000 Euro. Im Oktober 2007 ist auf der "Süd-Seite" mit dem Bau der überdachten Haupttribüne begonnen worden, welche im Sommer 2008 für die Zuschauer freigegeben wurde. Mit 150.000 Euro sowie 80.000 Euro haben die Stadt Leer wie auch der Kreissportbund das knapp 400.000 Euro teure Projekt unterstützt.
Die erfolgreichste Zeit erlebte das Leeraner Hoheellern-Stadion in den Jahren 1956 bis 1963, als der Verein hier seine Spiele in der Amateuroberliga Niedersachsen-West (damals die zweithöchste deutsche Spielklasse) austrug und Sepp Piontek für den Verein auf Torejagd ging, ehe er zur Saison 1960/61 zu Werder Bremen wechselte. Ein weiterer Höhepunkt war das Aufstiegsrundenspiel zur Oberliga Nord gegen Bergedorf 85 vor 4.500 Zuschauern im Jahr 1978. Nach dem Stadionausbau war die Saison 2008/09 in der Oberliga Niedersachsen West die erfolgreichste Zeit mit Spielen gegen den SV Meppen, den VfB Oldenburg und SV Arminia Hannover.

## Fußball-Länderspiel
Am 19. Mai 2016 war das Hoheellern-Stadion erstmals Austragungsort eines Junioren-Länderspiels. Vor 3.365 Zuschauern konnte sich die deutsche U15-Nationalmannschaft mit 1:0 gegen die Niederlande durchsetzen. Dies war zugleich der Start des neuen U15-Jahrgangs in die Länderspielsaison.

## Anfahrt
Man erreicht das Hoheellern-Stadion über die A 28 – Abfahrt Leer-Ost, dann fährt man auf der B 436 weiter Richtung Leer. Nach Durchqueren des Vororts Loga biegt man auf die B70 Richtung Papenburg ab. Nach kurzer Zeit geht es an der zweiten Möglichkeit rechts in den Hoheellernweg. Das Stadion liegt direkt an der linken Seite.

## Zuschauerrekorde
- 14. Okt. 1956: VfL Germania Leer – VfB Oldenburg (5.962 Zuschauer, Amateuroberliga Niedersachsen-West)
- 3. Feb. 1957: VfL Germania Leer – Kickers Emden (3.457 Zuschauer, Amateuroberliga Niedersachsen-West)
- 24. Feb. 1957: VfL Germania Leer – Eintracht Osnabrück (2.206 Zuschauer, Amateuroberliga Niedersachsen-West)
- 20. Mär. 1960: VfL Germania Leer – Olympia Wilhelmshaven (2.979 Zuschauer, Amateuroberliga Niedersachsen-West)
- 4. Feb. 1962: VfL Germania Leer – SV Arminia Hannover (2.448 Zuschauer, Amateuroberliga Niedersachsen-West)
- 24. Apr. 1963: VfL Germania Leer – Kickers Emden (3.046 Zuschauer, Amateuroberliga Niedersachsen-West)
- 22. Mai 1977: VfL Germania Leer – MTV Gifhorn (2.236 Zuschauer, Aufstiegsrundenspiel zur Landesliga Niedersachsen)
- 30. Apr. 1978: VfL Germania Leer – VfB Peine (3.200 Zuschauer, Entscheidungsspiel um die Landesligameisterschaft)
- 21. Mai 1978: VfL Germania Leer – ASV Bergedorf 85 (4.500 Zuschauer, Aufstiegsrundenspiel zur Oberliga Nord)
- 15. Nov. 1992: VfL Germania Leer – SF Ricklingen (1.400 Zuschauer, Landesliga Niedersachsen West)
- 5. Feb. 1995: VfL Germania Leer – SV Concordia Ihrhove (1.500 Zuschauer, Verbandsliga Niedersachsen West)
- 11. Jul. 1998: VfL Germania Leer – FC St. Pauli (1.200 Zuschauer, Freundschaftsspiel)
- 10. Jul. 2006: VfL Germania Leer – SV Werder Bremen (4.800 Zuschauer, Freundschaftsspiel)
- 2. Aug. 2008: VfL Germania Leer – Kickers Emden (1.200 Zuschauer, 1. Runde im NFV-Pokal)
- 17. Okt. 2008: VfL Germania Leer – SV Meppen (1.300 Zuschauer, Oberliga Niedersachsen West)
- 19. Mai 2016: Deutschland – Niederlande (3.365 Zuschauer, U15-Juniorenländerspiel)
- 4. Sep. 2018: SV Werder Bremen – FC Emmen (3.500 Zuschauer, Freundschaftsspiel)